# Juan C. Cisneros
Juan C. Cisneros fue un militar mexicano que participó en la Revolución mexicana. Nació en Torreón, Coahuila, el 24 de junio de 1894. Se afilió a la lucha contra el general Victoriano Huerta en las fuerzas villistas, dentro de la Brigada del Gral. Eugenio Aguirre Benavides. Alcanzó el grado de Coronel. Fue Jefe de la Policía en Puebla en 1923. Al año siguiente desempeñó varios puestos en el Ayuntamiento de la Ciudad de México. 